# Alpaida almada
Alpaida almada là một loài nhện trong họ Araneidae.
Loài này thuộc chi Alpaida. Alpaida almada được Herbert Walter Levi miêu tả năm 1988.